# Пауларо
Пауларо (італ. Paularo) — муніципалітет в Італії, у регіоні Фріулі-Венеція-Джулія, провінція Удіне.
Пауларо розташоване на відстані близько 520 км на північ від Рима, 115 км на північний захід від Трієста, 55 км на північ від Удіне.

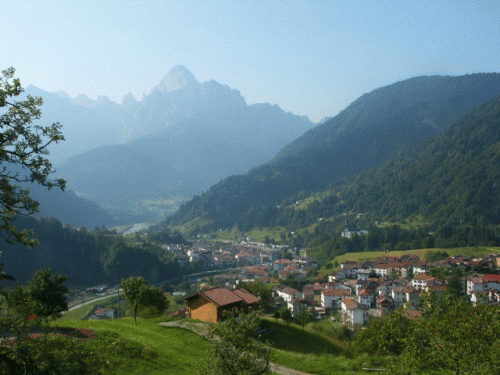

Населення — 2648 осіб (2014).
Покровитель — святий Віт.

## Демографія
Населення за роками:

Станом на 1 січня 2023 року в муніципалітеті офіційно проживали 44 іноземці з 14 країн, серед них 18 громадян країн Євросоюзу.

## Сусідні муніципалітети
- Арта-Терме
- Деллак
- Ермагор-Пресседжер-Сее
- Іркбак
- Тскак-Маутен
- Лігозулло
- Моджо-Удінезе
- Палуцца
- Треппо-Карніко